# Кубок володарів кубків 1983—1984
Кубок володарів кубків 1983–1984 — 24-ий розіграш Кубка володарів кубків УЄФА, європейського клубного турніру для переможців національних кубків. 

## Учасники
| №п/п | Клуб                    | Турнір                                     |
| ---- | ----------------------- | ------------------------------------------ |
| 1    | «Абердин»               | Володар Кубка володарів кубків 1982—1983   |
| 2    | «Кельн»                 | Володар Кубка ФРН 1982—1983                |
| 3    | «Манчестер Юнайтед»     | Володар Кубка Англії 1982—1983             |
| 4    | «Барселона»             | Володар Кубка Іспанії 1982—1983            |
| 5    | «Рейнджерс»             | Фіналіст Кубка Шотландії 1982—1983         |
| 6    | «Ювентус»               | Володар Кубка Італії 1982—1983             |
| 7    | «Беверен»               | Володар Кубка Бельгії 1982—1983            |
| 8    | «Порту»                 | Фіналіст Кубка Португалії 1982—1983        |
| 9    | «Динамо» (Загреб)       | Володар Кубка Югославії 1982—1983          |
| 10   | «Шахтар»                | Володар Кубка СРСР 1983                    |
| 11   | «Парі Сен-Жермен»       | Володар Кубка Франції 1982—1983            |
| 12   | «Дукла»                 | Володар Кубка Чехословаччини 1982—1983     |
| 13   | «Неймеген»              | Фіналіст Кубка Нідерландів 1982—1983       |
| 14   | «Магдебург»             | Володар Кубка НДР 1982—1983                |
| 15   | «Серветт»               | Фіналіст Кубка Швейцарії 1982—1983         |
| 16   | «Гаммарбю»              | Фіналіст Кубка Швеції 1982—1983            |
| 17   | «Суонсі Сіті»           | Володар Кубка Уельсу 1982—1983             |
| 18   | «Спартак»               | Фіналіст Кубка Болгарії 1982—1983          |
| 19   | «Ваккер»                | Фіналіст Кубка Австрії 1982—1983           |
| 20   | «Уйпешт»                | Володар Кубка Угорщини 1982—1983           |
| 21   | «Лехія»                 | Володар Кубка Польщі 1982—1983             |
| 22   | АЕК                     | Володар Кубка Греції 1982—1983             |
| 23   | Б 1901                  | Фіналіст Кубка Данії 1982—1983             |
| 24   | «Слайго Роверз»         | Володар Кубка Ірландії 1982—1983           |
| 25   | «17 Ненторі»            | Володар Кубка Албанії 1982—1983            |
| 26   | «Мерсін Ідманюрду»      | Фіналіст Кубка Туреччини 1982—1983         |
| 27   | «Бранн»                 | Володар Кубка Норвегії 1982                |
| 28   | «Гака»                  | Володар Кубка Фінляндії 1982               |
| 29   | «Енозіс Неон Паралімні» | Фіналіст Кубка Кіпру 1982—1983             |
| 30   | «Гленторан»             | Володар Кубка Північної Ірландії 1982—1983 |
| 31   | «Авенір»                | Володар Кубка Люксембургу 1982—1983        |
| 32   | «Акранес»               | Володар Кубка Ісландії 1982                |
| 33   | «Валетта»               | Фіналіст Кубка Мальти 1982—1983            |

## Попередній раунд
| Команда 1         | Заг. | Команда 2 | 1-й матч | 2-й матч |
| ----------------- | ---- | --------- | -------- | -------- |
| 24/31 серпня 1983 |      |           |          |          |
| Свонсі Сіті       | 1:2  | Магдебург | 1:1      | 0:1      |

## Перший раунд
| Команда 1             | Заг.    | Команда 2        | 1-й матч | 2-й матч |
| --------------------- | ------- | ---------------- | -------- | -------- |
| 14/27 вересня 1983    |         |                  |          |          |
| Манчестер Юнайтед     | 3:3 (ч) | Дукла            | 1:1      | 2:2      |
| Серветт               | 9:1     | Авенір (Бегген)  | 4:0      | 5:1      |
| 14/28 вересня 1983    |         |                  |          |          |
| Неймеген              | 2:1     | Бранн            | 1:1      | 1:0      |
| Магдебург             | 1:7     | Барселона        | 1:5      | 0:2      |
| Мерсін Ідманюрду      | 0:1     | Спартак (Варна)  | 0:0      | 0:1      |
| Гаммарбю              | 5:2     | Тирана           | 4:0      | 1:2      |
| Слайго Роверз         | 0:4     | Гака             | 0:1      | 0:3      |
| Гленторан             | 2:4     | Парі Сен-Жермен  | 1:2      | 1:2      |
| Ювентус               | 10:2    | Лехія (Гданськ)  | 7:0      | 3:2      |
| Валетта               | 0:18    | Рейнджерс        | 0:8      | 0:10     |
| Динамо (Загреб)       | 2:2 (ч) | Порту            | 2:1      | 0:1      |
| Б 1901                | 3:9     | Шахтар (Донецьк) | 1:5      | 2:4      |
| АЕК                   | 3:4     | Уйпешт           | 2:0      | 1:4      |
| Ваккер (Інсбрук)      | 2:7     | Кельн            | 1:0      | 1:7      |
| Енозіс Неон Паралімні | 3:7     | Беверен          | 2:4      | 1:3      |
| Акранес               | 2:3     | Абердин          | 1:2      | 1:1      |

## Другий раунд
| Команда 1                  | Заг.    | Команда 2         | 1-й матч | 2-й матч |
| -------------------------- | ------- | ----------------- | -------- | -------- |
| 19 жовтня/1 листопада 1983 |         |                   |          |          |
| Шахтар (Донецьк)           | 3:1     | Серветт           | 1:0      | 2:1      |
| 19 жовтня/2 листопада 1983 |         |                   |          |          |
| Неймеген                   | 2:5     | Барселона         | 2:3      | 0:2      |
| Спартак (Варна)            | 1:4     | Манчестер Юнайтед | 1:2      | 0:2      |
| Гаммарбю                   | 2:3     | Гака              | 1:1      | 1:2 дч   |
| Парі Сен-Жермен            | 2:2 (ч) | Ювентус           | 2:2      | 0:0      |
| Рейнджерс                  | 2:2 (ч) | Порту             | 2:1      | 0:1      |
| Уйпешт                     | 5:5 (ч) | Кельн             | 3:1      | 2:4      |
| Беверен                    | 1:4     | Абердин           | 0:0      | 1:4      |

## 1/4 фіналу
| Команда 1         | Заг. | Команда 2         | 1-й матч | 2-й матч |
| ----------------- | ---- | ----------------- | -------- | -------- |
| 7/21 березня 1984 |      |                   |          |          |
| Барселона         | 2:3  | Манчестер Юнайтед | 2:0      | 0:3      |
| Гака              | 0:2  | Ювентус           | 0:1      | 0:1      |
| Порту             | 4:3  | Шахтар (Донецьк)  | 3:2      | 1:1      |
| Уйпешт            | 2:3  | Абердин           | 2:0      | 0:3 дч   |

## 1/2 фіналу
| Команда 1         | Заг. | Команда 2 | 1-й матч | 2-й матч |
| ----------------- | ---- | --------- | -------- | -------- |
| 11/25 квітня 1984 |      |           |          |          |
| Манчестер Юнайтед | 2:3  | Ювентус   | 1:1      | 1:2      |
| Порту             | 2:0  | Абердин   | 1:0      | 1:0      |

## Фінал
| 16 травня 1984 |

| Ювентус                | 2:1      | Порту     |
| ---------------------- | -------- | --------- |
| Віньйола 12' Бонек 41' | Протокол | Соуза 29' |

| Санкт-Якоб, Базель Глядачів: 60 000 Арбітр: Адольф Прокоп |

| Володар Кубка володарів кубків 1983—1984 |
| ---------------------------------------- |
| Італія                                   |
| Ювентус 1-й титул                        |